# رابجان (آلاباما)
رابجان (به انگلیسی: Robjohn) یک منطقهٔ مسکونی در ایالات متحده آمریکا است که در شهرستان چاکتاو، آلاباما واقع شده‌است. رابجان ۲۹٫۸۷ متر بالاتر از سطح دریا واقع شده‌است.